# 張鵬翀
張鵬翀（1688年—1745年），字天飛，又字天扉，一字抑齋，號南華散仙。江苏嘉定（今屬上海市）人。

## 生平
張鵬翀於雍正五年（1727年）中式丁未科進士，選庶吉士，散館授翰林院检讨，官至詹事府詹事。工書法，師法蘇軾，又長於山水畫，師法元四家。嘉定六君子之一。乾隆十年（1745年），乞假归里掃墓，乾隆帝特賜白金百两，御制五律一章，以示恩寵。不幸中途卒於山東臨清。乾隆帝久不能忘，对群臣说：“张鹏翀可惜！”著有《南华诗集》。

## 延伸阅读
[在维基数据编辑]
 《清史稿·卷504》，出自趙爾巽《清史稿》
 在维基共享资源阅览影像